# Zatoka Eckernförde
Zatoka Eckernförde (nie. Eckernförder Bucht; dan. Egernførde Fjord) – zatoka u wybrzeży niemieckiego landu Szlezwik-Holsztyn. Na północ od Zatoki Eckernförde leży półwysep Schwansen, na południe – półwysep Dänischer Wohld. Na końcu zatoki położone jest miasto Eckernförde.
W 1849 na wodach zatoki rozegrała się bitwa pod Eckernförde, w której Duńczycy stracili okręt liniowy i fregatę na skutek nieudanej próby desantu w czasie I wojny o Szlezwik.